# Enric Madriguera
Enric Madriguera (* 17. Februar 1904 in Barcelona; † 7. September 1973 in Danbury, Connecticut) war ein in Spanien geborener, US-amerikanischer Violinist, Komponist und Big Bandleader im Bereich der Latin Musik und der Populären Musik. Madriguera war der Bruder der Pianistin Francesca Madriguera i Rodon.
Enric Madriguera studierte am Conservatori del Liceu in Barcelona bei Josep Munné und Joan Manén; bevor er 1916 in die USA zog, war er als musikalischer Direktor für Columbia Records in Südamerika tätig. Seine erste Band gründete er Ende der 1920er Jahre in New York City, die im Biltmore Hotel debütierte. Madrigueras Band gehörte mit den Orchestern von Xavier Cugat oder Alberto Socarras zu den Pionieren der lateinamerikanischen Musik in den Vereinigten Staaten. Erfolgreiche Radioübertragungen seiner Auftritte führten bald zu einem Plattenvertrag; Madriguera nahm für die Label Columbia, Victor, Brunswick, Majestic und Decca auf. In den 1930er und 40er Jahren ging er landesweit auf Theater- und Hotel-Tourneen; seinem Orchester gehörte auch der Sänger und Perkussionist Tito Rodríguez an; eine weitere Bandsängerin war Patricia Gilmore, die dann Madrigueras Ehefrau wurde.
Erkennungsmelodie war der von ihm geschriebene Titel Adios; weitere Kompositionen von Enric Madriguera waren Forbidden Love, Take It Away, Flowers of Spain, Minute Samba und The Language of Love.
1938 dreht Lloyd French einen kurzen Musikfilm mit Madrigueras Orchester. 1946 wirkte er auch an der Musikkomödie Sambafieber mit.

## Diskographische Hinweise
- Go Latin (Decca, 1961)
- Rumbita Tropical (Vogue)